# Lucio Corsi
Lucio Corsi (Grosseto, Itália; 15 de outubro de 1993) é um cantor e compositor italiano. Representou Itália no Festival Eurovisão da Canção de 2025 com a música «Volevo essere un duro».

## Biografia
Nasceu em Grosseto, cresceu em Vetulonia e mudou-se a Milão após acabar o liceu em 2012.
Lançou seu primeiro EP intitulado Vetulonia Dakar em 2014 e no mesmo ano assinou contrato com a editora Picicca Dischi. Em 2015, lançou o segundo EP Altalena Boy; ambos discos foram reimpresos num álbum titulado Altalena Boy / Vetulonia Dakar a 16 de janeiro de 2015, distribuído por Sony Music.
O seu primeiro álbum, Bestiario musicale, um álbum conceptual sobre os animais da Maremma, foi lançado a 27 de janeiro de 2017. Em 2017, começou a sua carreira como modelo para a campanha «Cruzeiro 2018» da Gucci no Palácio Pitti a 29 de maio daquele ano, também participou do projecto «Roman Rhapsody» do estilista Alessandro Michele e o fotógrafo Mick Rock. A 17 de janeiro de 2020 lançou o seu segundo álbum intitulado Costure faremo dá grandi?
Participou no Festival da Canção de Sanremo de 2025 com a canção Volevo essere um duro, e ficou em segundo lugar na final. No mesmo festival, Corsi levou o prémio da crítica Mia Martini. Após a renúncia de Olly, o vencedor do Festival de Sanremo, Lucio foi escolhido para representar Itália no Festival Eurovisão da Canção de 2025.

## Discografía

### Álbuns
- 2015 – Altalena Boy / Vetulonia Dakar
- 2017 – Bestiario musicale
- 2020 – Coisa faremo da grandi?
- 2023 – A gente che sogna
- 2025 – Volevo essere um duro

### Singles
- 2019 – Coisa faremo da grandi?
- 2020 – Freccia Bianca
- 2020 – Trieste
- 2023 – Astronave giradisco / A bocca della verità
- 2023 – Magia nera / Orme
- 2023 – Rádio Mayday
- 2024 – Teu sei il mattino
- 2025 – Volevo essere um duro
- 2025 – Situazione complicata

### Colaborações
- 2016 – Il cuore vai nell'organico com Margherita Vicario